# Fergus Morton, Baron Morton of Henryton
Fergus Dunlop Morton, Baron Morton of Henryton MC PC KC (* 17. Oktober 1887 in Glasgow; † 19. Juli 1973) war ein britischer Jurist, der zuletzt als Lord of Appeal in Ordinary aufgrund des Appellate Jurisdiction Act 1876 als Life Peer auch Mitglied des House of Lords war.

## Leben
Morton absolvierte nach dem Besuch der Kelvinside Academy ein Studium der Rechtswissenschaften am St John’s College der University of Cambridge und erhielt 1912 eine anwaltliche Zulassung bei der Rechtsanwaltskammer (Inns of Court) von Inner Temple, woraufhin er eine Tätigkeit als Barrister aufnahm. 1914 erhielt er eine weitere anwaltliche Zulassung bei der Anwaltskammer von Lincoln’s Inn und wurde für seine Verdienste im Ersten Weltkrieg als Lieutenant der Highland Light Infantry 1917 mit dem Military Cross ausgezeichnet. Nach Kriegsende arbeitete er bis 1919 für das Kriegsministerium (War Office), ehe er seine anwaltliche Tätigkeit wieder aufnahm und sich vorwiegend mit Wirtschaftsrecht befasste. Für seine anwaltlichen Verdienste wurde er 1929 zum Kronanwalt (King’s Counsel) sowie 1932 zum sogenannten „Bencher“ der Anwaltskammern von Inner Temple und Lincoln’s Inn ernannt.
1938 wurde Morton Richter der Kammer für Wirtschaftssachen (Chancery Division) an dem für England und Wales zuständigen  High Court of Justice und bekleidete dieses Richteramt bis 1944. Zugleich wurde er 1938 zum Knight Bachelor geschlagen und führte seither den Namenszusatz „Sir“. Während dieser Zeit fungierte er zwischen 1939 und 1941 als stellvertretender Vorsitzender des Contraband Committee, ein Ausschuss, der sich mit Schmuggel befasste, sowie anschließend von 1941 bis 1946 als Vorsitzender des sogenannten Black List Committee.
Nach Beendigung der Richtertätigkeit am High Court of Justice erfolgte 1944 seine Berufung zum Richter (Lord Justice of Appeal) am Court of Appeal, dem für England und Wales zuständigen Appellationsgericht, an dem er bis 1947 tätig war. Daneben wurde er 1944 auch zum Privy Councillor ernannt.
Zuletzt wurde Morton durch ein Letters Patent vom 18. April 1947 aufgrund des Appellate Jurisdiction Act 1876 als Life Peer mit dem Titel Baron Morton of Henryton, of Henryton in the County of Ayr, zum Mitglied des House of Lords in den Adelsstand berufen und wirkte bis zu seinem Rücktritt am 6. April 1959 als Lordrichter (Lord of Appeal in Ordinary). Zugleich war Lord Morton of Henryton 1950 Vorsitzender des Erbfolgeausschusses (Intestacy Committee) sowie 1952 Vorsitzender der Königlichen Kommission für Eheschließung und Scheidung (Commission on Marriage and Divorce).

## Veröffentlichungen
- Report 1951–1955 of the Royal Commission on Marriage and Divorce, 1956